# Vlag van Egypte
De vlag van Egypte werd voor het eerst in zijn huidige vorm gehesen op 4 oktober 1984.
De vlag toont drie horizontale banen in rood, wit en zwart met de gouden Saladins Adelaar in het midden van de witte streep. De vlag gaat terug op de Arabische Bevrijdingsvlag die werd ingevoerd na de afschaffing van de monarchie in 1952 en waarvan de kleuren het volgende betekenen:
- Rood symboliseert de revolutie in Egypte. De kleur komt op de eerste plaats om te documenteren dat de revolutie het land "leven inblies".
- Wit staat voor een mooie toekomst
- Zwart herinnert aan de donkere dagen van het verleden voor de revolutie

Het nationale embleem van Egypte, de Saladins Adelaar in de witte streep van de vlag, draagt een lint met de naam van het land: جمهورية مصر العربية - Jumhūriyat Misr al-ʿarabiya - Arabische Republiek Egypte. Het wapen met drie verticale strepen kan goud-wit-goud of rood-wit-zwart zijn.
Onofficieel, vooral door Egyptische nationalisten, wordt de vlag ook als volgt geïnterpreteerd:
- Rood symboliseert de Egyptische woestijn
- Wit was de kleur van de farao's
- Zwart staat voor de vruchtbare grond van de Nijlvallei en de mensen

## Geschiedenis
Hoewel de Egyptische Mammelukken in 1517 werden onderworpen door de Ottomanen, bleven ze Egypte regeren tot de Slag bij de Piramiden. Historische vlaggenboeken tonen daarom een groen-geel-groen banenvlag voor het grondgebied van Egypte, die wordt toegeschreven aan de Mammelukken.
Tot de 19e eeuw voerde Egypte de vlag van het Ottomaanse Rijk als onderdeel van de Ottomaanse buitenlandse overheersing: een witte halve maan met een ster op rood doek; een effen rode vlag werd ook vaak gebruikt. Na de Egyptische expeditie van Napoleon en de terugtrekking van de laatste Franse troepen in 1801 brak er een hevige machtsstrijd uit in Egypte, waaruit Mohammed Ali Pasha in 1805 als onderkoning van Egypte tevoorschijn kwam. Het is mogelijk dat Mohammed Ali Pasha in 1826 een versie met een zespuntige ster introduceerde om onderscheid te maken tussen de twee.
Als zijn persoonlijke standaard droegen Mohammed Ali Pasha en zijn opvolgers, met de titel van Kedive, een rode vlag met drie halve manen en drie vijfpuntige sterren. Ze symboliseren mogelijk de overwinningen van zijn leger in de drie continenten Europa, Azië en Afrika, of zijn heerschappij over Egypte, Soedan en Nubië.
De omverwerping van de toen heersende Kedive door de nationale Urabi-beweging leidde tot de Britse interventie in 1882. Groot-Brittannië, dat formeel nog deel uitmaakte van het Ottomaanse Rijk, nam de controle over het land over. Met het uitbreken van de Eerste Wereldoorlog verklaarde Groot-Brittannië Egypte officieel tot zijn protectoraat, waarmee de laatste formele betrekkingen met het Ottomaanse Rijk werden verbroken. De afzetting van de heersende Kedive leidde ertoe dat de Kedive-vlag werd veranderd in de eerste echte Egyptische nationale vlag.

? Vlag van de Mammelukken naar een historisch vlaggenboek
? Persoonlijke standaard van Mohammed Ali Pasha; de nationale vlag van Egypte van 1914 tot 1923

Tegelijkertijd eisten nationalistische partijen steeds meer Egyptische onafhankelijkheid, wat culmineerde in een revolutie in 1919. Terwijl de nationalisten rode vlaggen met witte halve maantjes en sterren droegen om hun protest tegen de Britse overheersing uit te drukken, verscheen er in 1919 een groene vlag met een halve maan en een kruis, die een andere groep symboliseerde. Deze vlag symboliseerde dat zowel moslims als koptische christenen de onafhankelijkheidsinspanningen steunden.
De onrust werd onderdrukt, maar voortdurende onrust leidde tot het einde van het Britse protectoraat en de vorming van het Koninkrijk Egypte in 1922. De nationalistische Wafd-partij, die de verkiezingen in september 1923 won, koos een nieuwe nationale vlag gebaseerd op de revolutionaire vlag. In plaats van het kruis worden drie witte sterren, die moslims, christenen en joden voorstellen, omringd door de halve maan. De kleur groen staat voor de nationale beweging, de Hadji, en verwijst ook naar de vruchtbaarheid van de Nijldelta. Deze vlag werd officieel aangenomen op 10 december 1923.

? Revolutionaire vlag uit 1919
? Koninkrijk Egypte, vlag van 1922 tot 1958
? ? Oorlogsvlag ter zee, 1922 tot 1952
? Vlag van de Luftwaffe, 1922 tot 1953
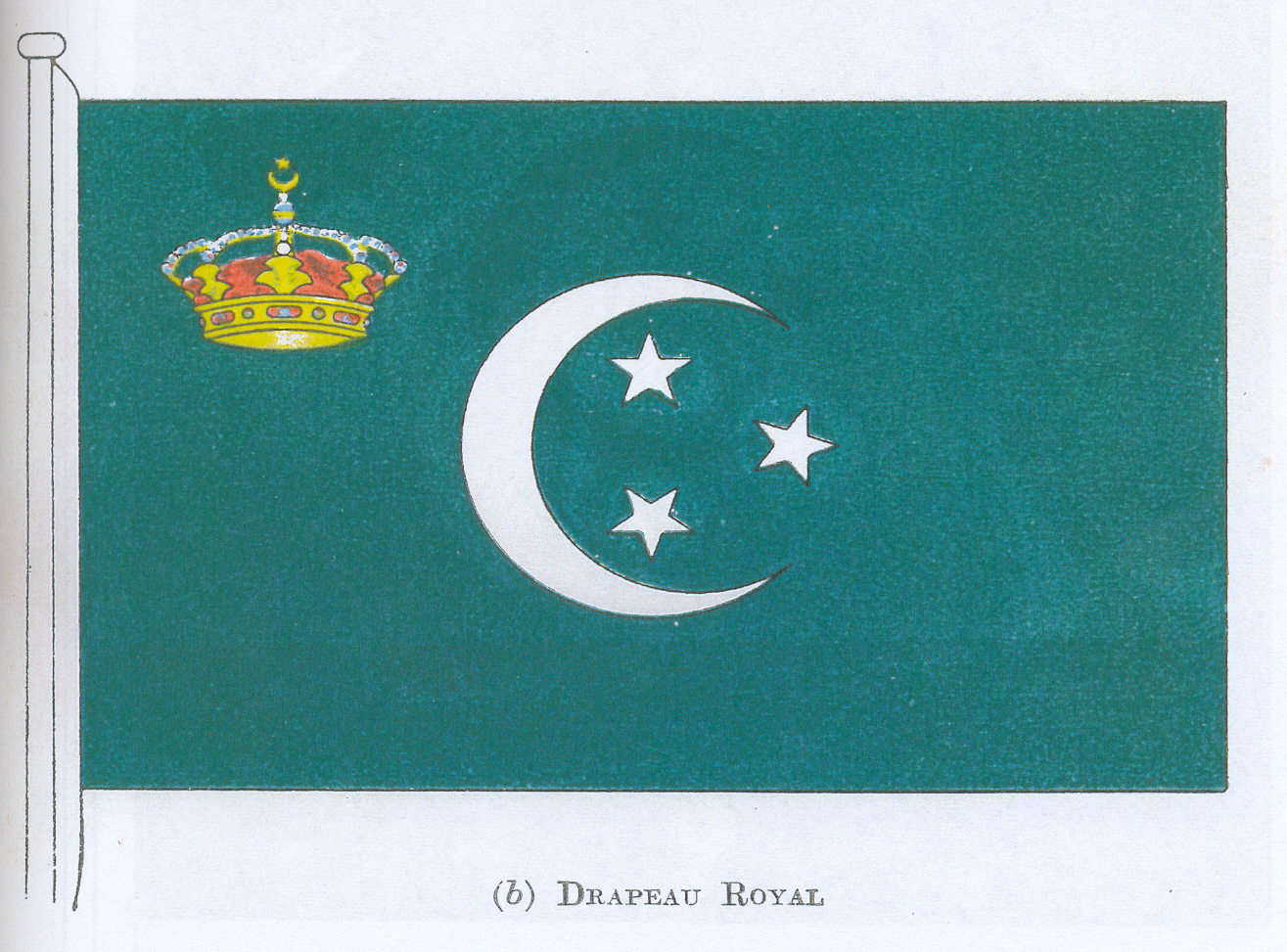
? Koninklijke standaard op het land, 1922 tot 1953
? Koninklijke standaard voor de zee, 1922 tot 1953
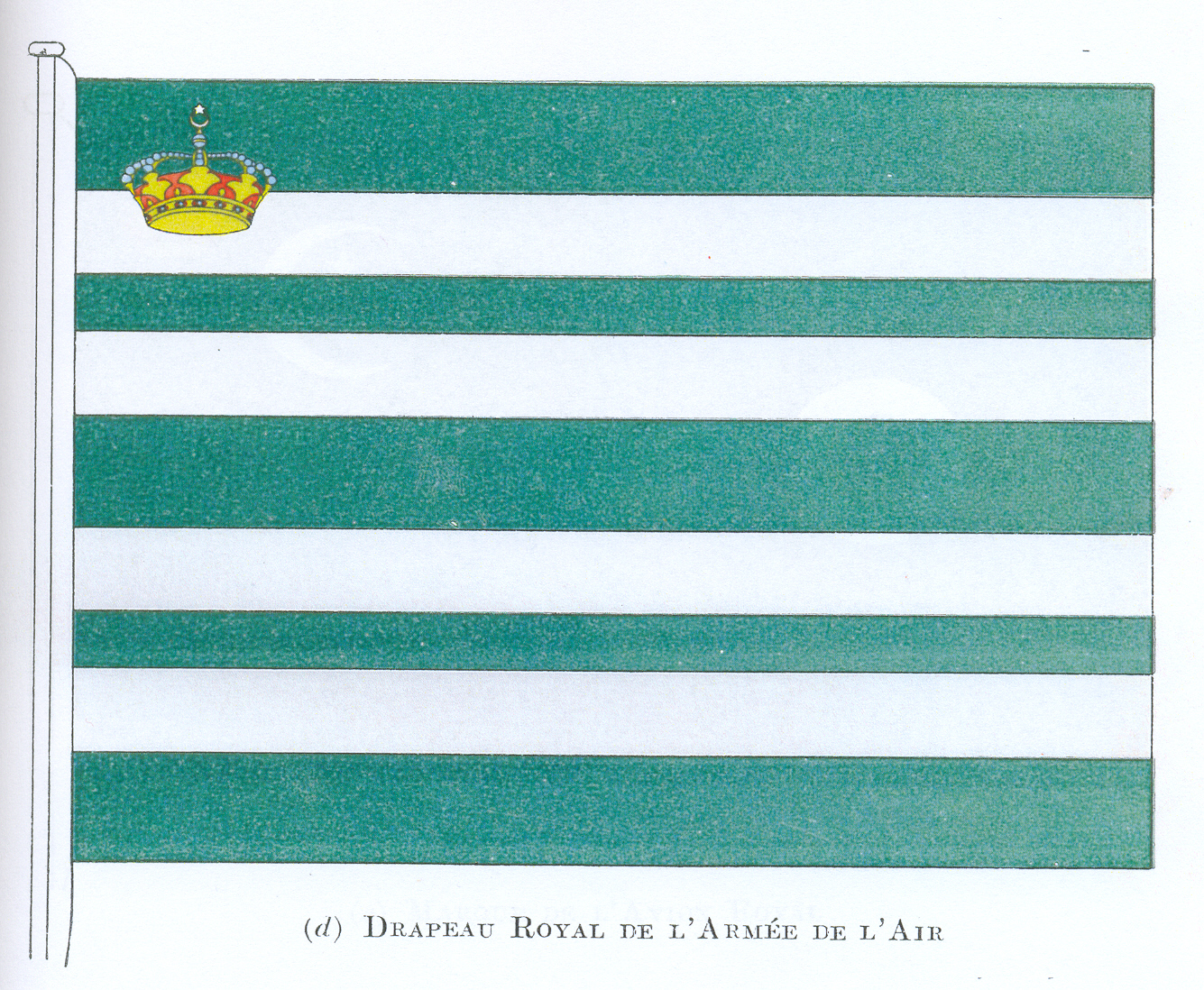
? Koninklijke standaard voor vliegtuigen, 1922 tot 1953
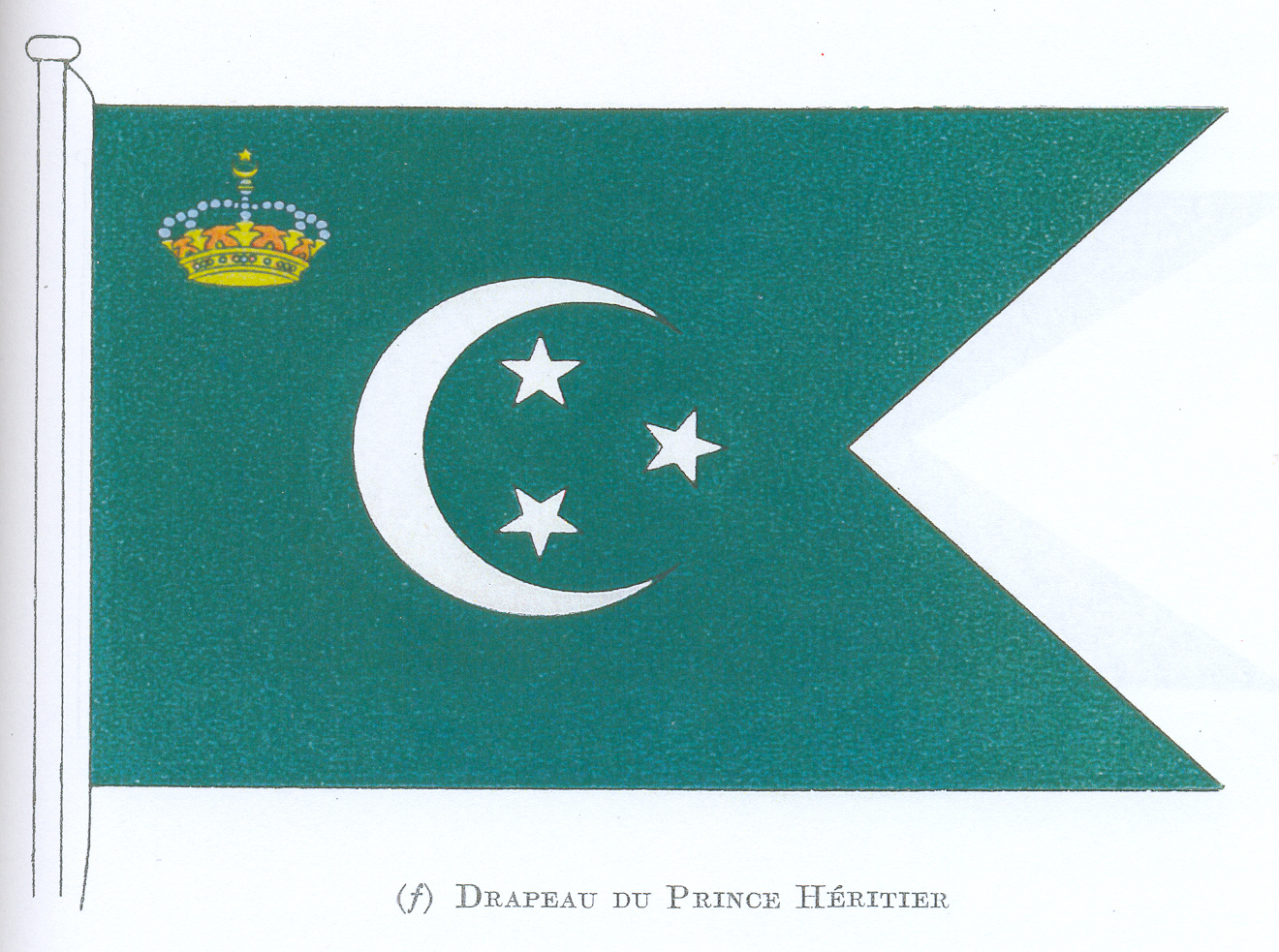
? Standaard van de kroonprins op het land, 1922 tot 1953
? Standaard van de kroonprins op zee, 1922 tot 1953
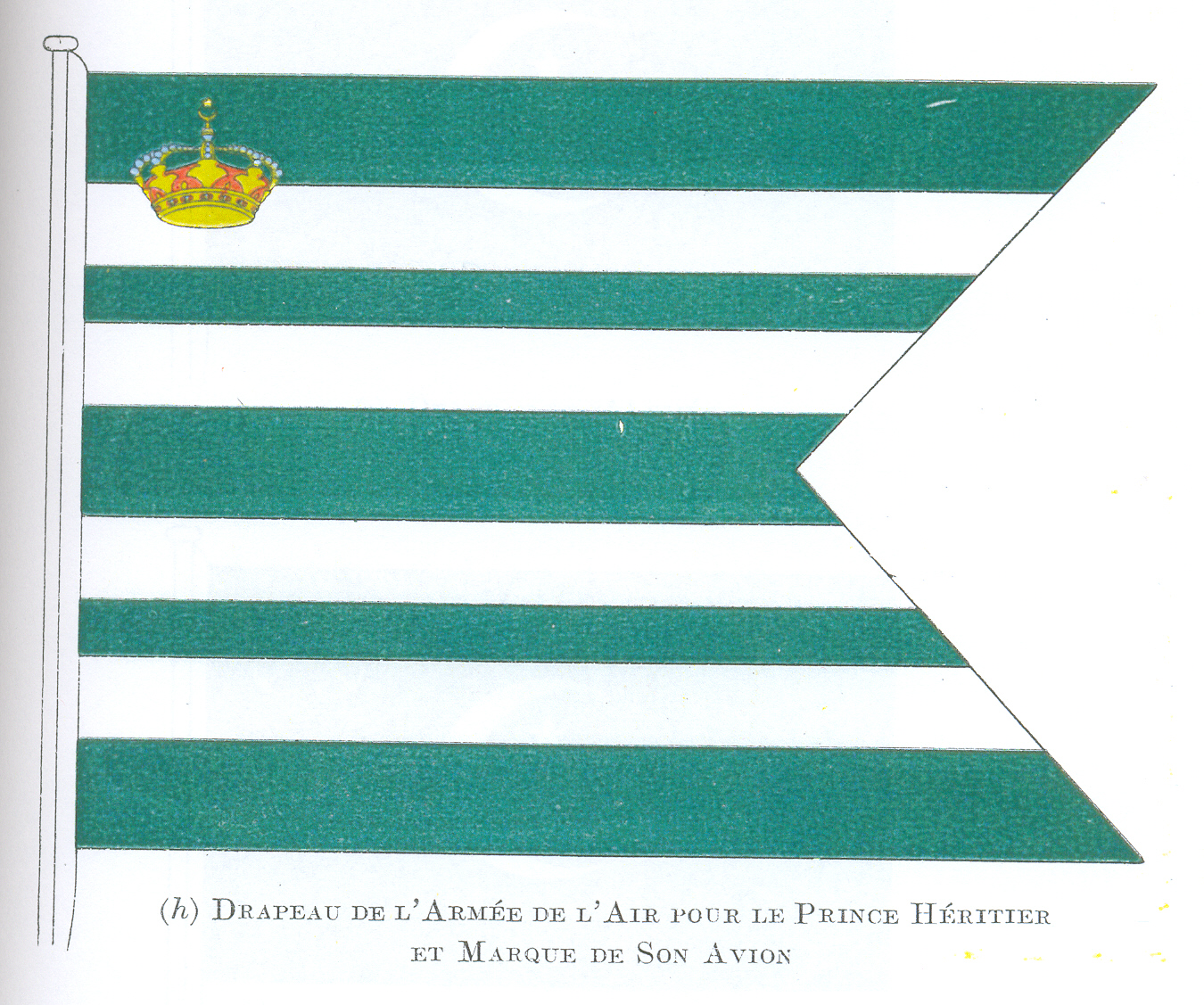
? Standaard van de kroonprins voor vliegtuigen, 1922 tot 1953

De Egyptische revolutie van 1952 leidde tot de omverwerping van de monarchie. De revolutie werd uitgedrukt met de Arabische bevrijdingsvlag, een driekleur gebruikt in de pan-Arabische kleuren rood, wit en zwart. Deze bevrijdingsvlag bevatte vaak de Saladins Adelaar met de halve maan en de drie sterren van de nationale vlag op het borstschild. De nationale vlag en de bevrijdingsvlag bestonden naast elkaar, waarbij de oude symbolen van de nationale vlag steeds meer werden verdrongen.
Met de fusie van Egypte en Syrië tot de Verenigde Arabische Republiek in 1958 kwam er een einde aan het gebruik van de halvemaanvlag. De nieuwe nationale vlag, die gebaseerd was op de bevrijdingsvlag en twee groene sterren bevatte, werd uiteindelijk officieel aangenomen op 8 april 1958. De twee vijfpuntige sterren stonden voor Egypte en Syrië, en het groen voegde de vierde pan-Arabische kleur toe. Hoewel deze alliantie van staten (later aangevuld met Jemen) in 1961 uiteenviel, hield de Egyptische regering vast aan het idee van eenheid onder de Arabische staten en behield de vlag officieel tot 1 januari 1972, toen hij werd overgenomen door de gemeenschappelijke vlag van de Federatie van Arabische Republieken, een andere Arabische alliantie van staten tussen Egypte, Syrië en Libië. De twee sterren werden vervangen door de gouden Havik van de Quraish. Hoewel deze alliantie niet lang stand hield, behield Egypte deze vlag tot 1984, toen hij werd vervangen door de huidige versie. De vlag van de voormalige Verenigde Arabische Republiek is weer de vlag van Syrië van 1982 tot de val van het Assad-regime op 8 december 2024.

? ? Revolutionaire vlag uit 1952 (variant)
2:3 ? Vlag van de Verenigde Arabische Republiek van 1958 tot 1972, vanaf 1961 alleen in Egypte, van 1982 tot 2024 weer vlag van Syrië
2:3 ? Vlag van de Federatie van Arabische Republieken van 1972 tot 1984